# Maciej Tokaj
Maciej Tokaj (ur. 19 marca 1994 w Płocku) – polski piłkarz ręczny, środkowy rozgrywający, od 2018 zawodnik Zagłębia Lubin.

## Kariera sportowa
Wychowanek Wisły Płock, z którą odnosił sukcesy jako junior, m.in. zdobył mistrzostwo Polski juniorów. W latach 2011–2013 występował w drugim zespole płockiego klubu, w tym w sezonie 2011/2012 w rozgrywkach I ligi. W latach 2013–2016 był zawodnikiem MKS-u Poznań. W sezonie 2014/2015, w którym rozegrał 24 mecze i rzucił 156 bramek, zajął 3. miejsce w klasyfikacji najlepszych strzelców I ligi (gr. A). W sezonie 2015/2016, w którym wystąpił w 26 spotkaniach i zdobył 154 gole, ponownie zajął 3. miejsce w klasyfikacji najlepszych strzelców I ligi (gr. A).
W latach 2016–2018 był zawodnikiem Górnika Zabrze. W Superlidze zadebiutował 9 września 2016 w meczu z Zagłębiem Lubin (31:23), a pierwszą bramkę rzucił 11 listopada 2016 w spotkaniu z Azotami-Puławy (26:34). W sezonie 2016/2017 rozegrał w polskiej lidze 28 meczów i zdobył 39 goli, a dodatkowo wystąpił w dwóch spotkaniach Pucharu EHF, w których rzucił dwie bramki. W sezonie 2017/2018 rozegrał w Superlidze 18 meczów i zdobył siedem goli.
W 2018 przeszedł do Zagłębia Lubin. W okresie przygotowawczym do sezonu 2018/2019, podczas turnieju Szczypiorno Cup, w spotkaniu towarzyskim z Wisłą Płock, w starciu z Renato Suliciem zerwał przednie więzadło krzyżowe. We wrześniu 2018 przeszedł zabieg rekonstrukcji więzadła, po którym pauzował do końca sezonu.
W 2013 uczestniczył w otwartych mistrzostwach Europy U-19 w Göteborgu (5. miejsce), podczas których rozegrał siedem meczów i rzucił 18 bramek. W 2014 wziął udział w turnieju eliminacyjnym do mistrzostw Europy U-20, a w 2015 w turnieju kwalifikacyjnym do mistrzostw świata U-21. Grał też w reprezentacji Polski B.

## Osiągnięcia
Indywidualne
- 3. miejsce w klasyfikacji najlepszych strzelców I ligi (gr. A):
  - 2014/2015 (156 bramek; MKS Poznań)[3]
  - 2015/2016 (154 bramki; MKS Poznań)[4]